# Ithilien
Ithilien — бельгийская фолк-метал-группа, основанная в 2005 году.

## Характеристики
Название
Название группы означает «Страна Луны» на синдарине, языке, созданном писателем Дж. Р. Р. Толкином. Однако ни одна песня или альбом не связаны со вселенной «Властелина колец».
Стиль
Изначально Ithilien представлял собой эпичную смесь блэка и дэта, на которую оказала влияние традиционная кельтская и скандинавская музыка. Это сочетание привело к появлению мелодичного фолк-метала.
Именно в 2017 году, с выходом альбома Shaping the Soul, группа переходит к стилю под названием «фолк-кор». Это сочетание традиционной народной музыки (исполняемой на фламандской волынке, колёсной лире, тин- и лоу-вистлах, скрипке, нюкельхарпе и бузуки) и более современного метала, с использованием искаженного вокала и тяжелых электрогитарных риффов (дэт-метал, металкор).
Лирика
Основные темы: Сражения, Пьянство, История, Мифология, Горе.
Альбом From Ashes to the Frozen Land (2013) состоит из песен, которые одна за другой следуют сюжетной линии. Группа описывает этот новый опус как «Один час музыкального атмосферного путешествия в стиле black, death и pagan metal, описывающего в целом фантастическую и эпическую историю». Этот альбом вызывает прежде всего сильные эмоции, которые люди могут испытывать в трудные моменты, обращаясь к таким темам, как потеря, возрождение или настойчивость.
Концепция последнего альбома Shaping the Soul (2017) — о процессе скорби. «Именно через потерю и боль формируется наша душа». По словам Элизабет Кюблер-Росс, процесс траура обычно теоретизируется в 5 стадий: отрицание, гнев, торг, депрессия и принятие. Именно эти стадии формируют красную линию альбома Ithilien.
Дизайн обложек
Внешний вид
Ithilien отличается от других метал-групп присутствием настоящих народных инструментов на сцене, а также и тем, что музыканты, вдохновленные викингами, одеваются на концертах в доспехи из кожи, шкуры зверей, боевую раскраску и т. д.
С визуальной точки зрения, в 2016 году, группа отказалась от сценических костюмов в пользу более традиционной современной одежды.

## История
Формирование и ранние годы (2005–2012)
Группа Ithilien была сформирована в 2005 году Пьером Итилиеном в Брюсселе.
В 2011 году группа записала свой первый официальный EP Tribute to the Fallen и сингл «Endless Horizons». В то время стиль группы был ближе к мелодэту, и в мелодиях появлялись некоторые элементы фолка.
После этого к гитаристу/певцу Пьеру (единственному неизменному в составе группы участнику) присоединились другие: Бенджамин Дельбар в 2011 году, Джерри Винкельманс, Оливье Богарт и, наконец, Жоффруа Делл'Ария в 2012 году (который своими инструментами внёс фолк-звучание, характерное для группы в будущем). В тот момент у них была сплоченная команда, готовая сочинить свой первый альбом.
From Ashes to the Frozen Land (2012–2016)
Именно в 2012 году сформировался стабильный состав, позволивший группе начать с нуля и сохранить только своё первоначальное имя. 9 декабря 2013 года они выпустили свой первый альбом From Ashes to the Frozen Land, подписали контракт с датским лейблом Mighty Music и распространили его по Европе через Target Group.
Со временем к группе присоединились другие участники, такие как Уго Байи на волынке и Сабрина Гелин на колесной лире, оба в 2014 году. Затем еще более привилегированное место отводится народным инструментам в группе.
После того, как группа была выбрана одним из победителей конкурса Loud Circuit, у нее была возможность выступить в Botanique в Брюсселе в 2013 году. Ithilien отыграли более 80 концертов по всему миру, включая туры со швейцарской фолк-метал-группой Eluveitie в Европе и Японии, а также с исландской викинг-/фолк-метал-группой Skálmöld в Европе.
Shaping the Soul (2016–настоящее время)
В марте 2016 года группа выпустила песню «Edelweiss» и анонсировала свой следующий альбом Shaping the Soul. Этот новый релиз сопровождается новым сотрудничеством с итальянским лейблом WormHoleDeath.
В 2016 году Оливье Богарт и Жоффруа Делл'Ария покинули группу.
Первый официальный видеоклип с альбома «Blindfolded» появился 9 января 2017 года, показав новый состав, дополненный скрипачкой Мирной Менс и гитаристом Тууром Соете.
17 февраля 2017 года Shaping the Soul был выпущен в Европе, а затем и на других континентах. Затем были запланированы даты тура в различных бельгийских городах и за рубежом с голландской фолк-метал группой Heidevolk, а также с Ensiferum, Skyclad и многими другими.

## Участники
Текущий состав
- Pierre Ithilien — гитара, бузуки, вокал (2005—н. в.)
- Benjamin Delbar – бас (2011–н. в.)
- Jerry Winkelmans – ударные (2012–н. в.)
- Sabrina Gelin – колёсная лира, никельхарпа (2013–н. в.)
- Hugo Bailly – волынка (2014–н. в.)
- Myrna Mens – скрипка (2016–н. в.)
- Tuur Soete – гитара (2016–н. в.)

Бывшие участники
- Jonathan Lelubre – ударные (2005–2009)
- Benoit Loffet – гитара (2005–2008)
- Thomas De Moor – бас (2005–2007)
- François Dambois – клавишные (2006–2008)
- Olmo Lipani – вокал (2007–2008)
- François Arnould – бас (2007–2008)
- Dave Conlon – бас (2008–2009)
- Anthony JG – гитара (2008–2009)
- Michel Debecq – ударные (2010–2011)
- Charly Flémal – гитара (2010–2011)
- Sébastien Dupont – бас (2010–2011)
- Thomas Froes – ударные (2011–2012)
- Thibault Lenclud – гитара (2011–2012)
- Olivier Bogaert – клавишные (2012–2016)
- Maxime Parmentier – гитара (2015–2016)
- Geoffroy Dell'Aria – волынка, вистл (2012–2016)

Временная шкала

## Дискография
Альбомы
- From Ashes to the Frozen Land (2013)
- Shaping the Soul (2017)

Прочее
- Tribute to the Fallen (2011) — EP
- Endless Horizons (2011) — Single
- Wacken Battle Single (2013) — Single